# Sumerpur
Sumerpur, también conocido como Bharuwa Sumerpur , es un pueblo y nagar Panchayat situado en el  distrito de Hamirpur en el estado de Uttar Pradesh (India). Su población es de 39132 habitantes (2011). 

## Demografía
Según el  censo de 2001 la población de Gohand era de 24656 habitantes, de los cuales el 54% eran hombres y 46% eran mujeres. Sumerpur tiene una tasa media de alfabetización del 46%, inferior a la media nacional del 59,5%: la alfabetización masculina es del 79%, y la alfabetización femenina del 62%.